# Козино (Вологодская область)
Козино — деревня в Вологодском районе Вологодской области.
Входит в состав Подлесного сельского поселения, с точки зрения административно-территориального деления — в Подлесный сельсовет.
Расстояние по автодороге до районного центра Вологды — 19 км, до центра муниципального образования Огарково — 6 км. Ближайшие населённые пункты — Харачево, Бабиково, Мостища, Андреевское, Волково, Ярилово.
По переписи 2002 года население — 13 человек.